# بخش اله
بخش اله (به فرانسوی: Arrondissement d'Alès) یک بخش در فرانسه است که در گار واقع شده‌است.